# Merriams Kängururatte
Merriams Kängururatte, auch Merriam-Kängururatte, (Dipodomys merriami) ist eine im südlichen Nordamerika verbreitete Art aus der Gattung der Kängururatten in der Familie der Taschenmäuse Von Merriams Kängururatte wurden 19 Unterarten beschrieben.

## Merkmale
Merriams Kängururatte gehört zu den kleinsten Kängururatten. Sie erreicht eine Gesamtlänge von 23 bis 26 cm bei einer Schwanzlänge von 13 bis 16 cm und ein Gewicht von 38 bis 47 Gramm. Die Männchen sind größer als die Weibchen. Die Fellfarbe der Oberseite ist gewöhnlich gelbbraun, variiert jedoch stark ja nach Unterart. Die Unterseite, die Rückseite der Beine, die Region über und hinter den Augen sind weiß. An den Schwanzseiten und an den Beinen befinden sich weiße Bänder. Der moderat lange, dünne Schwanz endet in einer dunklen Quaste. Die Hinterbeine haben vier Zehen.
Merriams Kängururatte hat 20 Zähne. Zahnformel:
| I1 | — | PM1 | M3 |
| I1 | — | PM1 | M3 |

## Verbreitung und Lebensraum

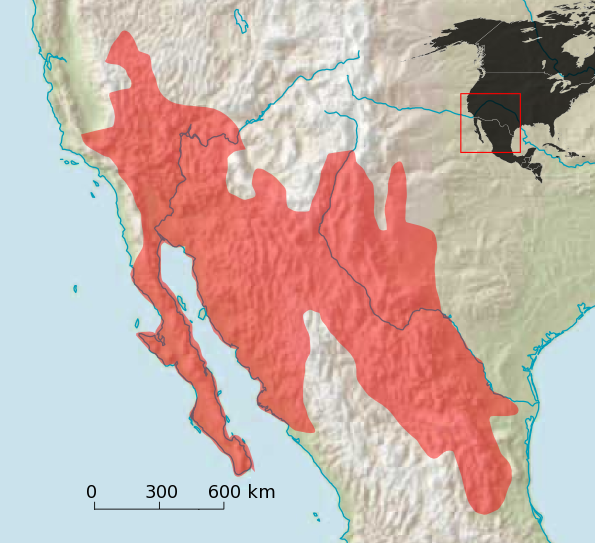
Verbreitungsgebiet von Merriams Kängururatte

Merriams Kängururatte ist von Südarizona bis ins zentrale Ostmexiko verbreitet. Dort bewohnt sie Halbwüsten und trockene Grasländer. Sie kommt auf Böden mit Sand, Lehm, Kies, Steinen oder Felsen vor, die Vegetation ist durch Dornsträucher, Wüsten-Beifuß, Pinyon-Kiefern und Wacholder sowie Josua-Palmlilie geprägt. Die Höhenverbreitung reicht bis 2200 m über den Meeresspiegel. In der Chihuahua-Wüste in Arizona beträgt die Populationsdichte rund 7,8 Individuen auf einem Hektar, kann aber zwischen 3 und 15 Tieren fluktuieren.

## Lebensweise
Merriams Kängururatten graben ihre einfachen, oberflächennahen Erdhöhlen in der Regel an den Wurzeln von Büschen. Der Eingang wird tagsüber zur Unterstützung eines guten Mikroklimas mit Erde verschlossen. Ihre Nahrung besteht hauptsächlich aus Samen wie zum Beispiel von Prosopis oder von Kakteengewächsen. Wasser wird selten getrunken, der Flüssigkeitsbedarf kann aus metabolisch gewonnenem Wasser gedeckt werden. Merriams Kängururatten bewegen sich biped mit Hilfe ihrer Hinterbeine und schaffen Sprünge von bis zu zwei bis drei Meter. Mit Sprüngen rückwärts und seitwärts können sie Jägern wie Eulen oder Schlangen entkommen. Sie haben ein gutes Gehör für niederfrequente Töne, unterstützt durch eine große Paukenblase und ein aufgeblähtes Mittelohr, die von sich nähernden Prädatoren erzeugt werden. Merriams Kängururatten haben eine durchschnittliche Lebenserwartung von dreieinhalb Jahren. Bei der Paarung wählt das Weibchen den Partner aus der unmittelbaren Umgebung. Diese Männchen werden eher toleriert als fremde Individuen, die Riechwahrnehmung erfolgt beim Sandbaden. Die Fortpflanzungsphase dauert von Februar und Juli, sie hält unter Umständen aber auch bis November an. Bei zwei Würfen pro Jahr kommen gewöhnlich zwei bis drei (bei einer Spanne von ein bis sechs) Junge zur Welt die nach zwei bis drei Monaten geschlechtsreif werden.

## Bestand und Gefährdung
Merriams Kängururatte ist häufig und weit verbreitet. Von der International Union for Conservation of Nature and Natural Resources (IUCN) wird die Art als nicht gefährdet (LC, Least Concern) eingestuft.
Die beiden Unterarten Dipodomys merriami collinus und Dipodomys merriami parvus sind jedoch wegen Habitatverlust durch Ausbau der Küsten-Ballungsräume in Kalifornien bedroht.

## Quelle
- David Burnie (Hrsg.): Tiere. (Die große Bild-Enzyklopädie mit über 2000 Arten). Dorling Kindersley, München 2006, ISBN 3-831-00956-2.